# Ī̃
Cette page contient des caractères spéciaux ou non latins. S’ils s’affichent mal (▯, ?, etc.), consultez la page d’aide Unicode.
Ī̃ (minuscule : ī̃), appelé I macron tilde, est un graphème utilisé dans certaines romanisations ou transcriptions phonétiques.
Il s’agit de la lettre I diacritée d’un macron et d’un tilde.

## Utilisation
Le I macron tilde est utilisé dans l’édition de l’Encyclopædia Britannica de 1911 pour transcrire le lahnda et le sindhi dans l’article « Sindhi and Lahnda ».

## Représentations informatiques
Le I macron tilde peut être représenté avec les caractères Unicode suivants :
- précomposé (latin étendu A, diacritiques) :

| formes    | représentations | chaînes de caractères | points de code | descriptions                                       |
| --------- | --------------- | --------------------- | -------------- | -------------------------------------------------- |
| majuscule | Ī̃               | Ī◌̃                    | U+012A U+0303  | lettre majuscule latine i macron diacritique tilde |
| minuscule | ī̃               | ī◌̃                    | U+012B U+0303  | lettre minuscule latine i macron diacritique tilde |

- décomposé (latin de base, diacritiques) :

| formes    | représentations | chaînes de caractères | points de code       | descriptions                                                   |
| --------- | --------------- | --------------------- | -------------------- | -------------------------------------------------------------- |
| majuscule | Ī̃               | I◌̄◌̃                   | U+0049 U+0304 U+0303 | lettre majuscule latine i diacritique macron diacritique tilde |
| minuscule | ĩ̄               | i◌̄◌̃                   | U+0069 U+0304 U+0303 | lettre minuscule latine i diacritique macron diacritique tilde |